# Raplamaa
Raplamaa (estoniano: Rapla maakond ou Raplamaa) é uma das 15 regiões ou maakond da Estónia.

## Municípios
A região está subdividida em 10 municípios rurais (estoniano: vallad - comunas):

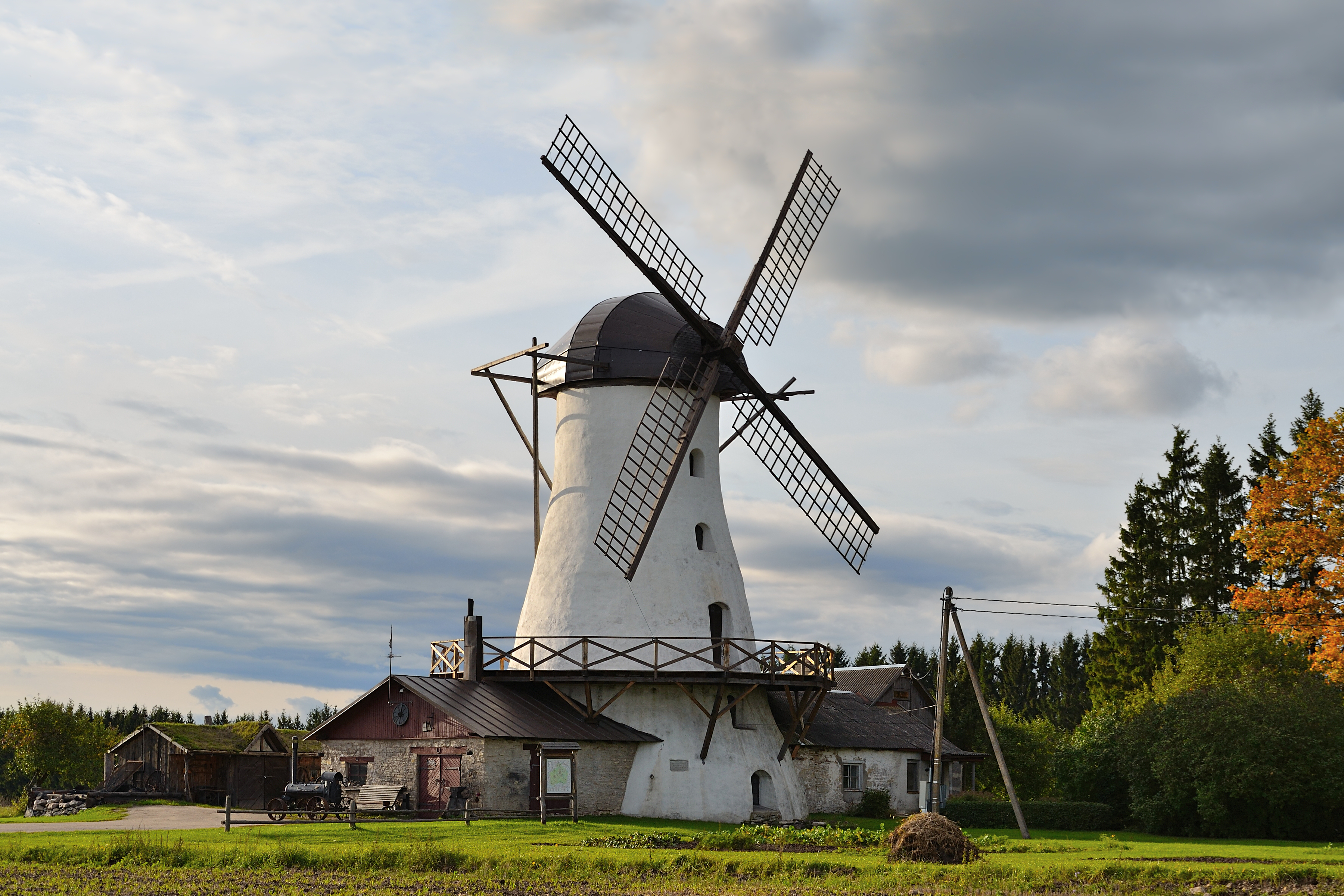
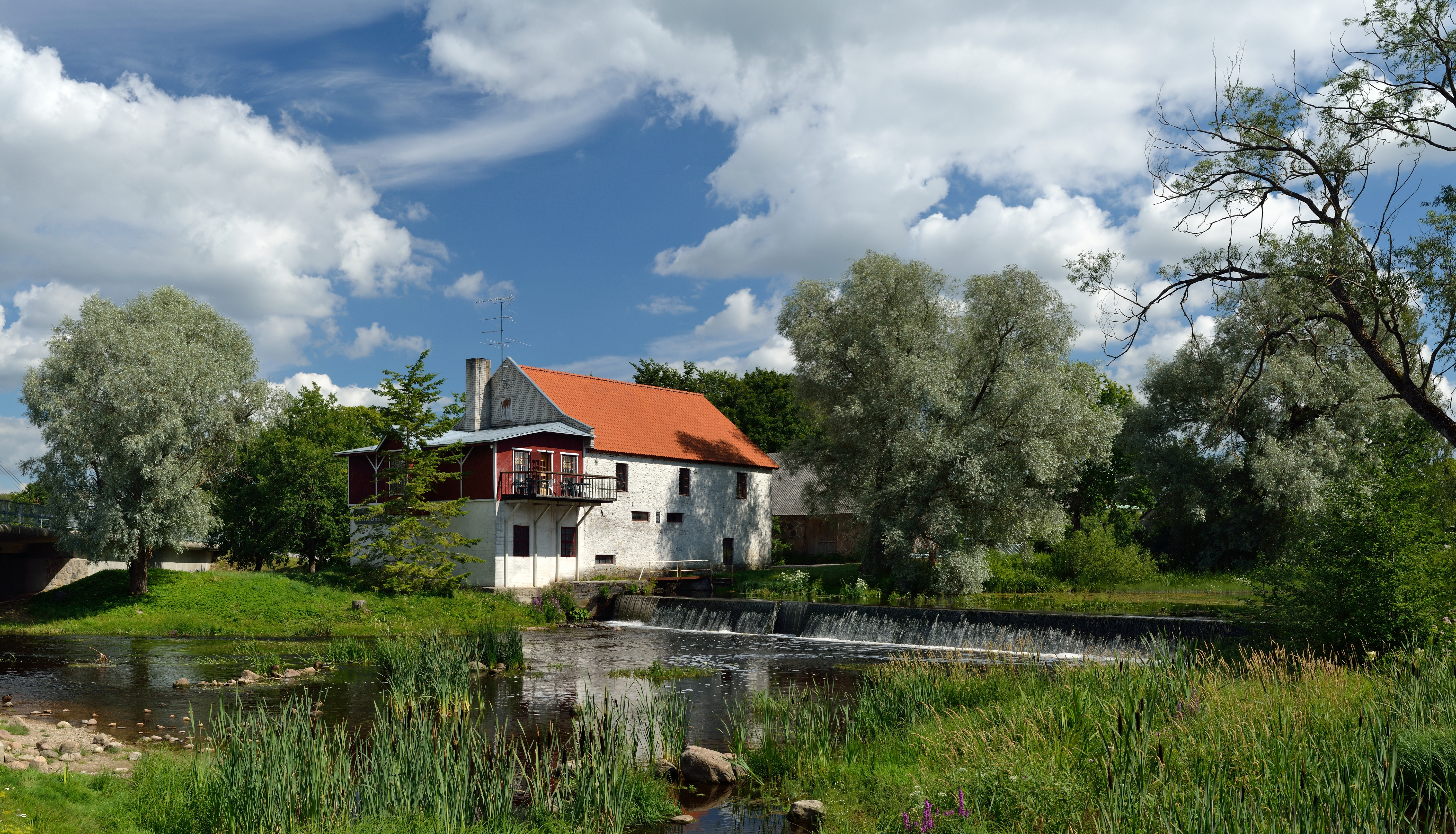
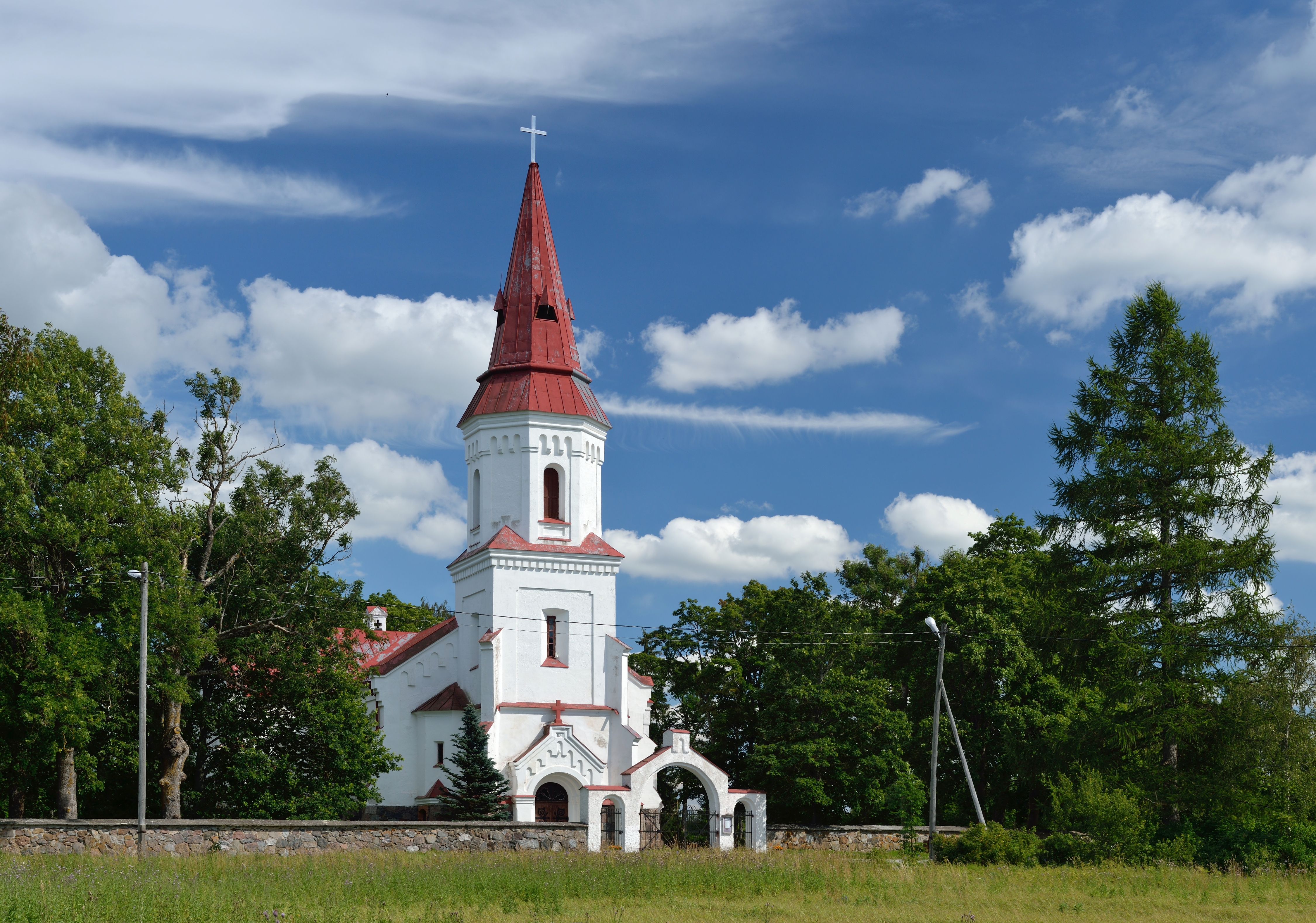
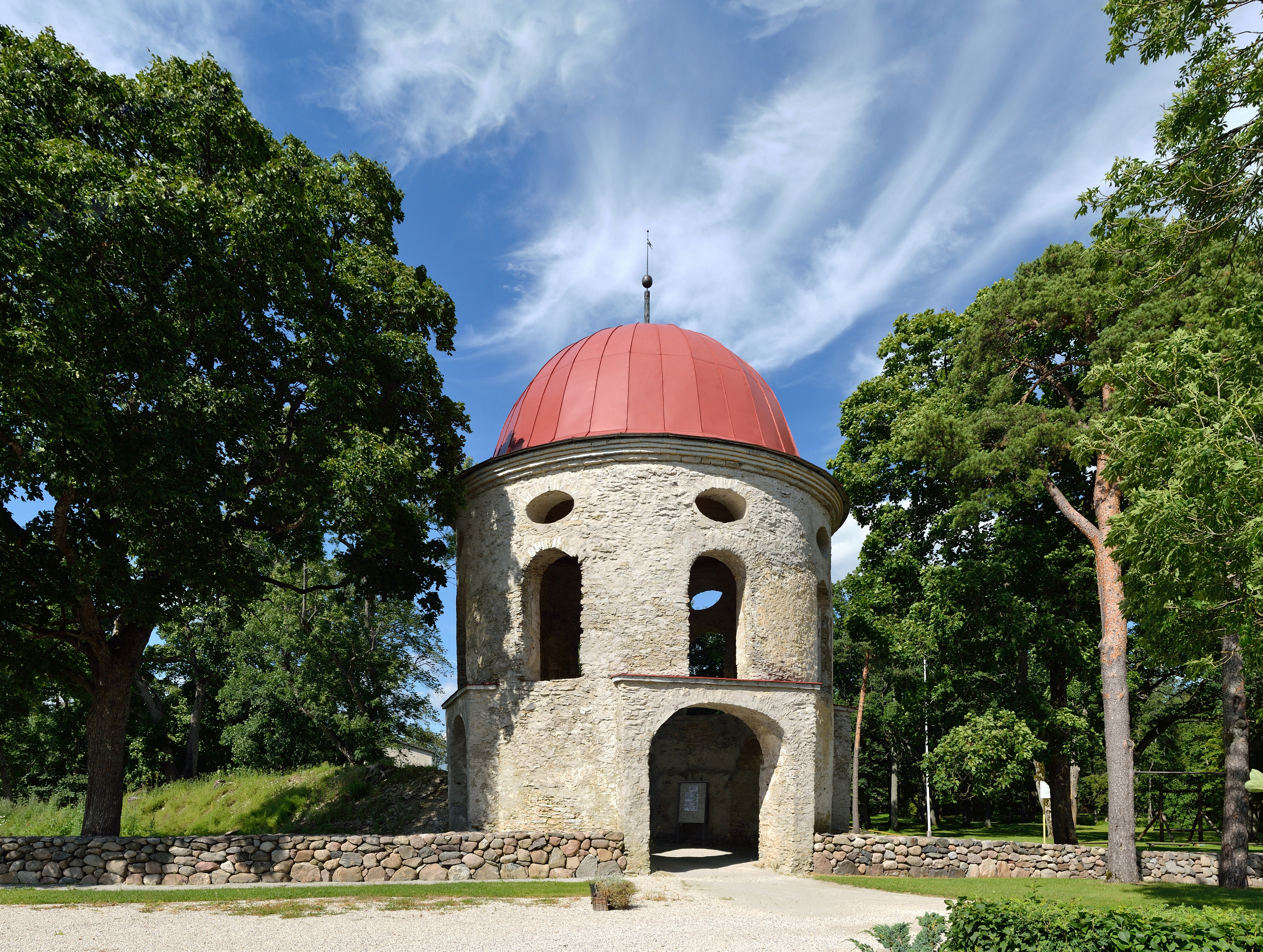
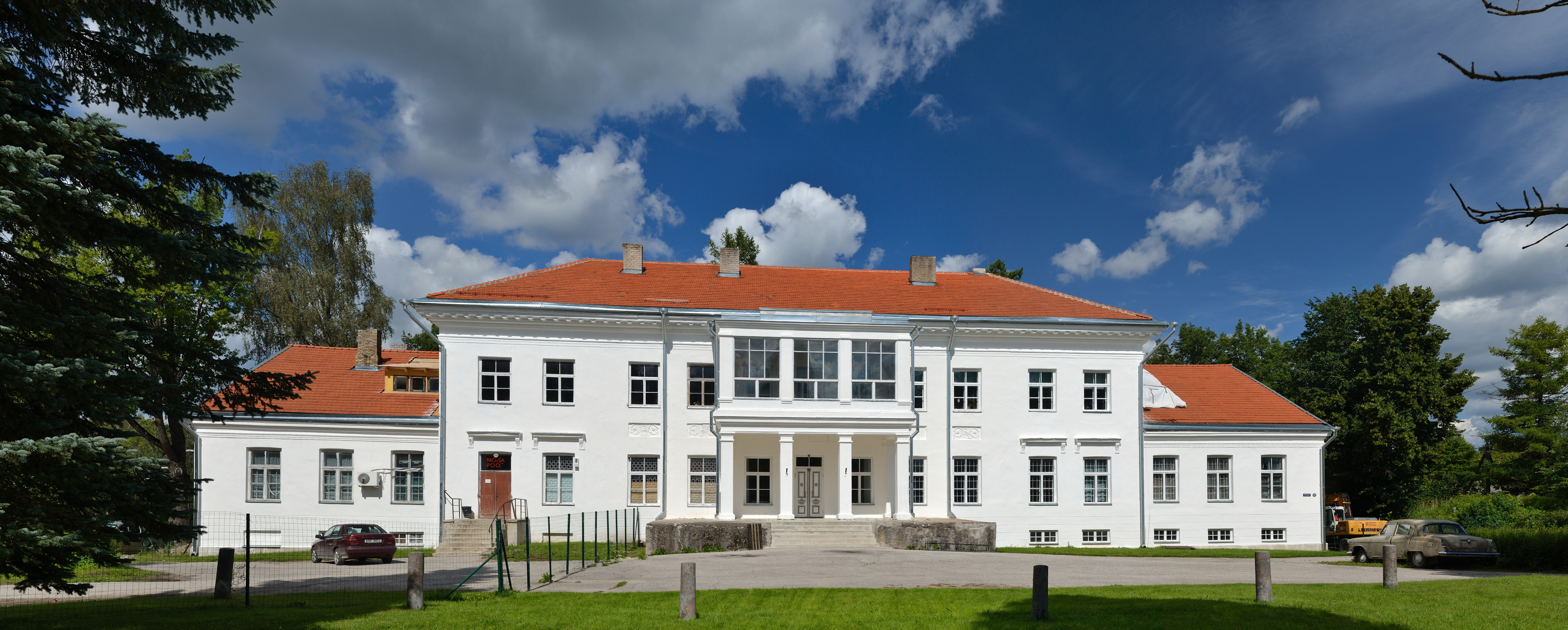
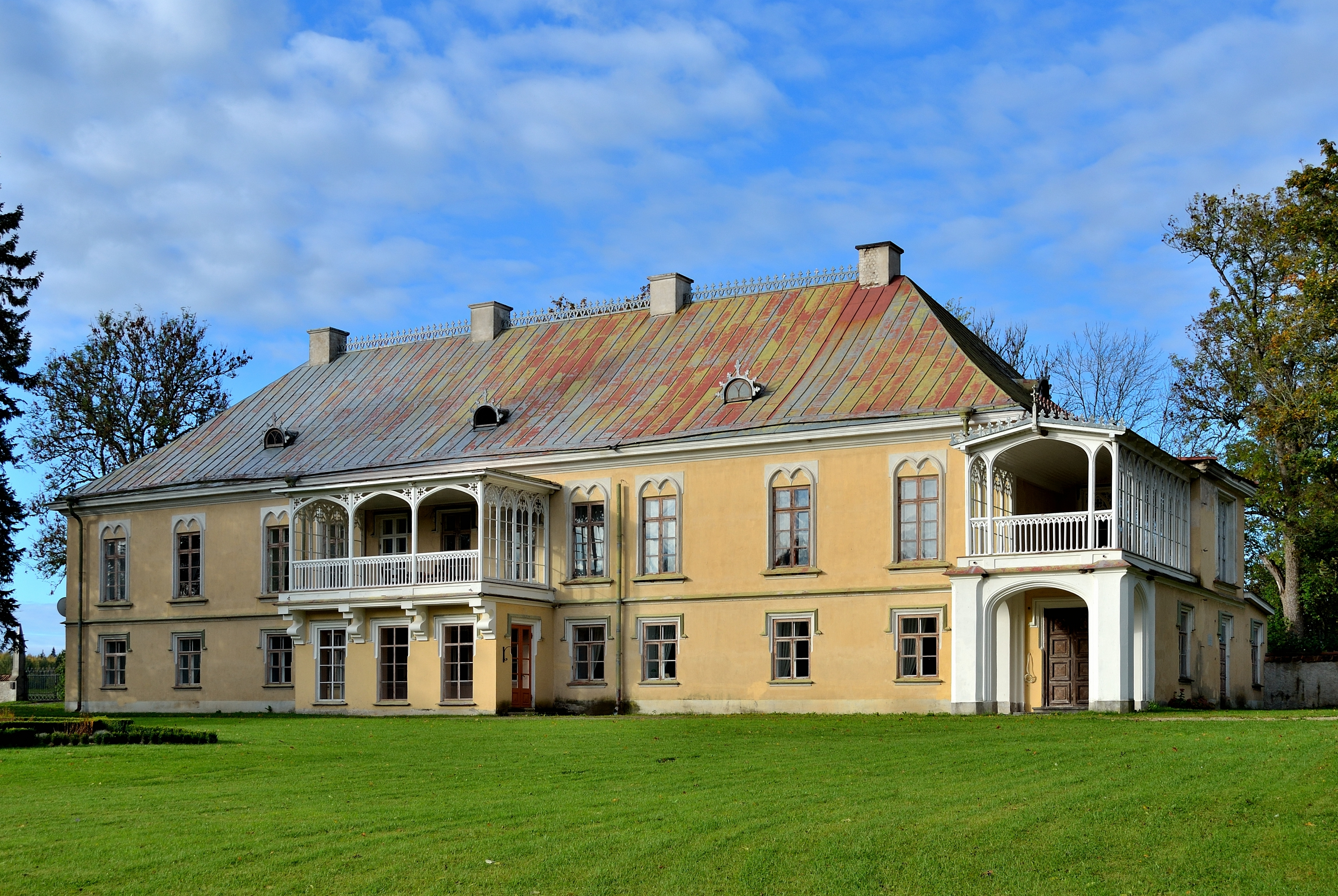

- Juuru
- Järvakandi
- Kaiu
- Kehtna
- Kohila
- Käru
- Märjamaa
- Raikküla
- Rapla
- Vigala